# Gustav Leonhardt

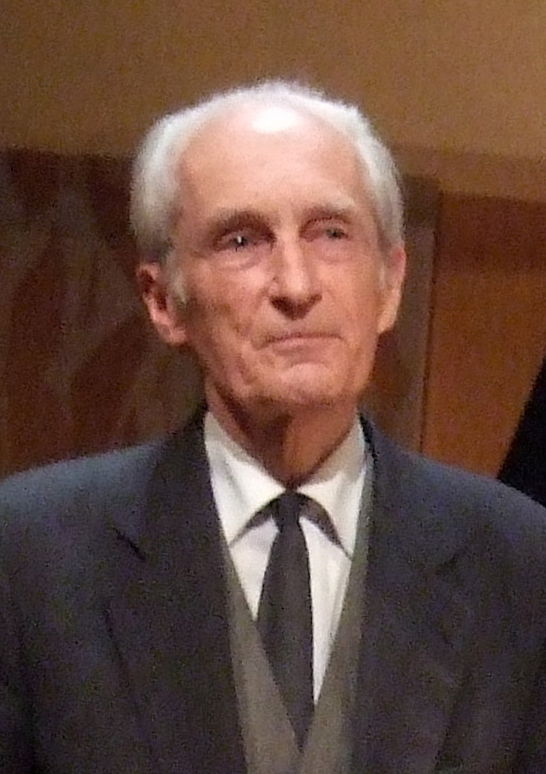
Gustav Leonhardt (2008)

Gustav Maria Leonhardt (* 30. Mai 1928 in ’s-Graveland; † 16. Januar 2012 in Amsterdam) war ein niederländischer Dirigent, Cembalist und Organist.

## Leben
Gustav Leonhardt wuchs in einem musikalischen Umfeld auf. Er begann im Alter von 15 Jahren in seinem Elternhaus Interesse an einem Cembalo zu finden, was sein weiteres Leben ebenso mitbestimmen sollte wie die Beschäftigung mit historischen Orgeln, die ihn zur gleichen Zeit zu interessieren begannen. Nach dem Abschluss des Gymnasiums in den Niederlanden begann er 1947 das Studium von Orgel und Cembalo bei Eduard Müller an der Schola Cantorum Basiliensis, das er 1950 mit einem Solistendiplom cum laude abschloss.
In den nächsten Jahren ließ er sich im Fach Dirigieren bei Hans Swarowsky in Wien ausbilden. Er widmete sich musikwissenschaftlichen Studien und wurde 1952 zum Professor an der dortigen Staatlichen Musikakademie, der heutigen Universität für Musik und darstellende Kunst Wien, ernannt. 1954 wurde er Professor für Cembalo am Amsterdamer Konservatorium, wo er bis 1988 lehrte. Darüber hinaus war er auch Organist an der dortigen Waalse Kerk.
Er gründete 1955 das „Leonhardt-Consort“ und wurde als Interpret der Werke von Johann Sebastian Bach bekannt. Zusammen mit Nikolaus Harnoncourt gilt Leonhardt als einer der Pioniere der Historischen Aufführungspraxis. 
Im Jahre 1969 wurde er auf eine Gastprofessur an die Harvard-University in den USA berufen. Zwischen 1971 und 1990 realisierte er zusammen mit Harnoncourt das umfangreiche Projekt der Aufnahme sämtlicher Kirchenkantaten von J. S. Bach. Ab 1988 lehrte er auch an der Accademia Musicale Chigiana in Siena.
Im Film Chronik der Anna Magdalena Bach von Jean-Marie Straub (1967) wirkte er nicht nur als Interpret mit, sondern auch als Schauspieler in der Rolle Bachs.
Im Dezember 2011 gab er seinen Rückzug aus dem öffentlichen Konzertleben bekannt. Zu seinen Schülern zählten Bob van Asperen, Christopher Hogwood, Philippe Herreweghe, Richard Egarr, Alan Curtis, Ton Koopman, Davitt Moroney, Martin Pearlman, Christophe Rousset, Domenico Morgante, Andreas Staier, Skip Sempé, Jean-Claude Zehnder und Mahan Esfahani.
Gustav Leonhardt starb am 16. Januar 2012 in Amsterdam, wo er bis zuletzt im Hinterhaus des Huis Bartolotti gewohnt hatte. Er war mit der Violinistin Marie Leonhardt-Amsler verheiratet und ein Bruder der Pianistin Trudelies Leonhardt.

## Auszeichnungen
- 1980: Erasmuspreis (gemeinsam mit Nikolaus Harnoncourt)
- 1991: Ehrendoktor der Harvard University[3]
- 1999: Asteroid (9903) Leonhardt nach ihm benannt
- 2014: Weiterer Asteroid nach ihm benannt: (12637) Gustavleonhardt